# Kim Bo-hjŏn
Kim Bo-hjŏn (hangul: 김보현, hanča: 金輔鉉; 3. říjen 1871, Mangjŏngdägujŏk – 2. září 1955, Pchjongjang) byl korejský farmář. Je znám jako děd zakladatele Korejské lidově demokratické republiky Kim Ir-sena.

## Životopis
Kim Bo-hjŏn se narodil 3. října 1871 v Mangjŏngdägujŏk jako jediný syn farmáře Kim Ung-ua (1848–1878). Kim Ung-u zemřel ve třiceti letech, jeden den po Kim Bo-hjŏnových narozeninách. Po jeho smrti se Kim vypravil žít za svým strýcem.
Ve svých dvaceti letech se Kim oženil s o pět let mladší Lee Bo-ik. Spolu měli tři syny a tři dcery. Aby uživil početnou rodinu, vstával Kim brzy za úsvitu a chodil po vesnici sbírat hnůj. V noci pak stáčel slaměná lana, vyráběl slaměné sandály a pletené rohože.
Kim Ir-sen tvrdil, že jeho předkové včetně děda byli zapojeni do incidentu generála Shermana. Tento fakt byl zpochybněn nezávislými historiky v zahraničí.
Od 16. září 1945 do 31. května 1946 působil jako guvernér kraje Taedong. Od 16. září 1948 do 1. října 1949 působil jako zvláštní poradce při ministerstvu zemědělství. Zemřel roku 1955 ve věku nedožitých 84 let.